# Carna (Gottheit)
Carna war eine der vielen „kleinen“ Göttinnen der römischen Mythologie. Sie war die Göttin des Herzens und der übrigen Organe sowie Schutzherrin der Gesundheit.
Ihr Fest, die Carnaria, wurde an den Kalenden des Iunius gefeiert, dem 1. Juni. Dieser Tag galt als der Tag der Stiftung des Tempels der Göttin auf dem Caelius durch Lucius Iunius Brutus, den ersten Konsul der römischen Republik kurz nach der Vertreibung der Tarquinier. An diesem Tag werden einfache Gerichte aus Speck und Bohnen zubereitet und sowohl der Carna geopfert als auch gegessen, weshalb das Fest auch Kalendae fabariae („Bohnenerster“) genannt wird.
Durch Ovid wurde Carna mit Cardea, der Göttin der Türangeln und -schwellen vermengt.